# David Lorenzen
David N. Lorenzen (Estados Unidos, 7 de junio de 1940) es un historiador británico-estadounidense radicado en México. Es erudito en estudios religiosos, ensayista y profesor emérito de historia del sur de Asia en el Centro de estudios asiáticos y africanos de El Colegio de México en Ciudad de México.
Se destaca principalmente por publicar varios ensayos y libros sobre los períodos antiguo, medieval y moderno de la historia del sur de Asia y las religiones indias, especialmente sobre la historia del hinduismo y las misiones cristianas en la India, entre ellos, Who Invented Hinduism?, Bhakti Religion in North India, The Scourge Of The Mission: Marco della Tomba in Hindustan y muchos más.

## Biografía

### Primeros años
Se doctoró en Historia de las Religiones Indias en la Universidad Nacional Australiana de Canberra (1968), donde estudió con el indólogo e historiador Arthur Llewellyn Basham. Antes de eso, viajó a India con una beca juvenil del Instituto Estadounidense de Estudios Indios (1965-1966), estudió historia antigua de la India en la Escuela de Estudios Orientales y Africanos de la Universidad de Londres (1962-1965) y realizó sus estudios de pregrado en la Universidad Wesleyana en Middletown, Connecticut.

### Carrera
Trabajó como profesor e investigador del Centro de Estudios Asiáticos y Africanos de El Colegio de México en la Ciudad de México de 1970 a 2010. Desde 2011 es profesor del Programa de Estudios Interdisciplinarios de la misma institución. Se desempeñó como editor del Asia and Africa Studies Journal de 1987 a 1991 y ha sido miembro del comité editorial desde 1970.
Ha sido profesor invitado en la Universidad de Iowa en Iowa City, la Universidad de Harvard en Cambridge, la École pratique des hautes études de París y la Universidad de La Sapienza de Roma. Ha presentado ponencias en numerosos congresos académicos en varios países. Desde 1984 es miembro y posteriormente miembro emérito del Sistema Nacional de Investigadores del gobierno mexicano. Ha recibido becas de investigación del Instituto Americano de Estudios Indios, el Consejo de Investigación en Ciencias Sociales y el gobierno indio.
Desde 2019 es profesor emérito de El Colegio de México en la Ciudad de México. Lorenzen ha editado y revisado ensayos publicados en revistas y libros destacados.

## Investigaciones y publicaciones
Su investigación académica se ha concentrado principalmente en la historia del hinduismo y los movimientos religiosos cristianos en la India, pero también ha trabajado en aspectos de la historia política y la literatura india. Ha publicado traducciones tanto al español como al inglés de textos escritos en hindi y sánscrito. Los temas de sus publicaciones incluyen movimientos religiosos bhakti, Kabir y sus seguidores, subsectas de la tradición shaivita del hinduismo (incluidos los Nath, Kapalikas y Kalamukhas) y misioneros capuchinos en el subcontinente indio. También ha escrito sobre la vida y el pensamiento del filósofo indio y místico hindú Adi Shankara, la historia del Imperio Gupta y el desarrollo histórico y la conceptualización del hinduismo en la India precolonial y colonial.

### Obra seleccionada
- The Kāpālikas and Kālāmukhas: two lost Śaivite sects (1972)
- Kabir legends and Ananta-das's Kabir Parachai (1991)
- Praises to a formless god: Nirguṇī texts from North India (1996)
- Who invented Hinduism: essays on religion in History (2006)
- El azote de la misión: Marco della Tomba en Hindustan (2010)
- Un diálogo entre un cristiano y un hindú sobre la religión de Giuseppe Maria da Gargnano (2015)
- Religious Movements in South Asia 600-1800
- Bhakti Religion in North India: Community Identity and Political Action
- Yogi Heroes and Poets: Histories and Legends of the Naths
- Religious change and cultural domination: XXX International Congress of Human Sciences in Asia and North Africa
- Studies on Asia and Africa from Latin America
- Nirgun Santon Ke Swapana
- Atadura y liberación (Estudios De Asia Y Africa)
- Myths of the Dog-Man. (book reviews): An article from: The Journal of the American Oriental Society
- History and Historiography of the Age of Harsha. (book reviews): An article from: The Journal of the American Oriental Society
- Historical Dictionary of Sikhism.(Review): An article from: The Journal of the American Oriental Society
- A Catalog Of Manuscripts In The Kabir Chaura Monastery, Expanded Edition
- Hindu Theodicy and Jana Gopala (Kervan - Revista Internacional de Estudios Afroasiáticos) (2020)
- Kabir and the Avatars (Kervan – Revista Internacional de Estudios Afroasiáticos) (2021)
- Hindúes, misioneros y orientalistas: una antología (2022)